# Giovani Battista de Solere
Giovani Battista de Solere, comte de Genola (1580-1641), fut ambassadeur du duc Charles-Emmanuel Ier à Venise de 1597 à 1601,,.

## Biographie
Don Giovani Battista de Solere appartient à une ancienne famille noble de Savigliano (Coni), descendant des puissants seigneurs de Sarmatorio.
Né au château de Solere, il est le fils de Sébastien de Solere, président du sénat de Piémont, et de Maria Taparelli di Lagnasco.
Le 30 mai 1604, il est investi du château de Solere. Il épouse le 3 juin 1591 Madeleine, fille de Dominique Buronzo. Il est conseiller d'État référendaire le 20 avril 1593.
Son fils, Anselme-Dominique, né en 1610, seigneur de Solere, épouse Angélique Milliet de Faverges, première fille d'honneur de Christine de France, duchesse de Savoie. 
Il est nommé ambassadeur du duc Charles-Emmanuel Ier à Venise le 25 septembre 1597. Il négocie la paix avec la France, est médiateur dans les dissensions surgies entre la république de Venise et le Saint-Siège.
Il est chargé de reconnaitre le Doge Bembo le 8 février 1616.  Il dénonce l'inexécution du traité d'Asti auprès de Dom Petro de Toledo en 1617. Il rend hommage au duc de Feria le 30 juillet 1618,.
Il est nommé chevalier de justice, grand-croix puis vice-chancelier de l'ordre des Saints-Maurice-et-Lazare le 13 janvier 1609. En 1610, le fief de Genola est erigé en comté en sa faveur, « en considération de ses mérites, comme de ceux de ses ancêtres et surtout de son père (…) pour lui et ses légitimes successeurs »,.